# Marija Aleksić
Marija Aleksić (1923. –  Zagreb, 22. listopada 1998.) je bila hrvatska kazališna, televizijska i filmska glumica.

## Filmografija

### Televizijske uloge
- "Mejaši" kao Cila Grabarić (1970.)
- "Prosjaci i sinovi" (1972.)
- "Gruntovčani" kao Cila Grabarić (1975.)
- "Nepokoreni grad" kao cvjećarka (1982.)
- "Inspektor Vinko" kao žena pred dućanom #2 (1984.)
- "Putovanje u Vučjak" kao Evina mama (1986.)
- "Neuništivi" (1990.)

### Filmske uloge
- "Svoga tela gospodar" kao udovica Jaga (1957.)
- "Nije bilo uzalud" (1957.)
- "H-8" kao Ivanova supruga (1958.)
- "Sreća dolazi u 9" kao konobarica (1961.)
- "Opasni put" kao Slavkova majka (1963.)
- "Licem u lice" kao Stevanova žena (1963.)
- "Lov na jelene" kao šankerica Marica (1972.)
- "Golgota" (1973.)
- "Živjeti od ljubavi" kao gazdarica (1973.)
- "Krhka igračka" (1973.)
- "Vlak u snijegu" kao časna sestra (1976.)
- "Mećava" kao Markova žena Anka (1977.)
- "Rano sazrijevanje Marka Kovača" (1981.)
- "Neobični sako" (1984.)
- "Rani snijeg u Münchenu" kao Karlova majka (1984.)
- "Horvatov izbor" (1985.)
- "Čovjek koji je volio sprovode" kao pralja (1989.)
- "Orao" kao susjeda (1990.)
- "Baka bijela" kao baka Greta (1992.)

## Vanjske poveznice
- Marija Aleksić u internetskoj bazi filmova IMDb-u (engl.)